# Diosmectite
La diosmectite (contraction de "dioctahedral smectite") est un silicate de magnésium et d'aluminium, une forme d'argile blanche utilisée (sur ordonnance ou en automédication) comme antidiarrhéique, pour le traitement symptomatique de la diarrhée aiguë. Elle est vendue notamment sous la marque Smecta ou Smecdral. Le médicament générique équivalent est la Diosmectite (Mylan, Viatris, etc.).
Médicament à base d'une argile gonflante extraite du sol (la smectite), elle est utilisée dans la prise en charge des affections coliques, des affections œso-gastroduodénales et des diarrhées. Trois modes d'action possibles de la diosmectite contre les diarrhées sont proposés : activité anti‐inflammatoire, renforcement de la barrière intestinale pour réduire la pénétration des toxines, et propriétés adsorbantes.

## Précautions

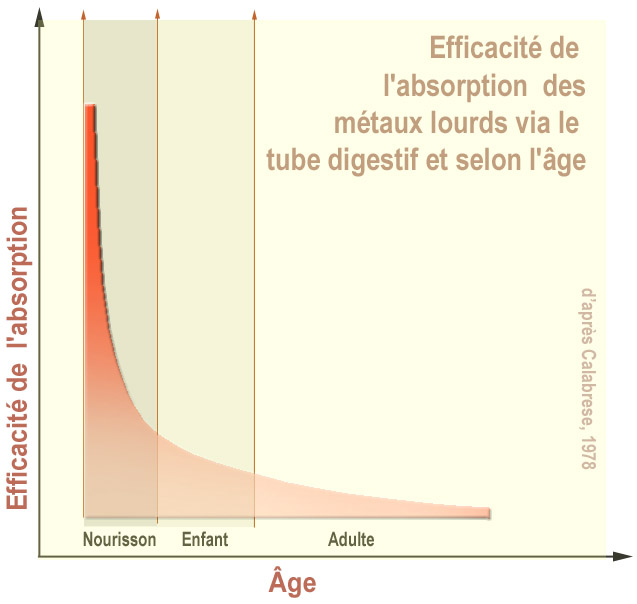
Les jeunes enfants absorbent comparativement beaucoup plus les métaux lourds, et notamment le plomb et les éléments traces métalliques (ETM) ingérés, que les adultes.

- La diosmectite augmente la résistance des muqueuses aux agressions par différents mécanismes : (1) adsorption de cations et de substances toxiques (chargées positivement) dans l'espace interfoliaire de la smectite, (2) absorption d'eau et gonflement de la smectite lors de son hydratation, et (3) lubrification des parois des muqueuses par le gel ainsi formé. La diosmectite diminue ainsi la capacité d'absorption des muqueuses. Il est donc conseillé de la prendre à distance des repas (hormis pour le traitement de l'œsophagite), et surtout à distance des prises des autres médicaments[3].

- L'argile est un puissant adsorbant naturel, y compris pour les métaux lourds[4],[5], dont le plomb[6]. Les argiles naturelles contiennent donc souvent naturellement des traces de métaux lourds ou métalloïdes. Leur extraction, transport, broyage et préparation peut éventuellement aussi en ajouter. 
En raison de la présence fréquente de traces de plomb dans ce médicament (et dans le générique équivalent, la Diosmectite Mylan) ; par précaution, et « même si le traitement est de courte durée », pour se conformer aux nouveaux seuils de sécurité retenus pour le plomb et les impuretés présentes dans les médicaments[7], l'Agence nationale de sécurité du médicament et des produits de santé (ANSM), en France, interdit à partir de 2019 son utilisation dans trois cas :

1. chez les enfants de moins de deux ans[8] ;
2. chez les femmes enceintes[8] ;
3. chez les femmes durant l'allaitement[8].

L’ANSM a rappelé à cette occasion que :
- aucun cas de saturnisme n'a jamais été signalé chez l'adulte ou l'enfant à la suite de la prise de ce médicament ; En réponse aux questions posées par l'ANSM, les laboratoires Ipsen ont fourni une étude clinique concluant qu'il n’existe pas de risque actuellement connu de passage de plomb dans le sang chez les adultes traités par Smecta durant 5 semaines, mais qu'un risque « ne peut être exclu » pour les enfants de moins de deux ans.
- les médicaments à base d’autres types d'argile que la diosmectite : attapulgite de Mormoiron, montmorillonite beidellitique, kaolin et hydrotalcite, sont tous destinés aux adultes uniquement.
- la prise en charge de la diarrhée aiguë « repose avant tout sur des mesures hygiéno-diététiques, et que si les symptômes persistent chez le nourrisson et l'enfant de moins de deux ans le traitement de référence est l'administration de soluté de réhydratation orale (SRO). Les SRO sont des sachets de poudre à verser dans un biberon d’eau, disponibles en pharmacie sans ordonnance ».

## Aspects économiques
Après l'introduction en France du médicament générique équivalent, la Diosmectite fabriquée en Chine par le laboratoire américain Mylan, la prise en charge du Smecta par l'Assurance maladie est calculée sur la base du tarif du générique, le patient français devant payer la différence. Cette décision est citée comme une incohérence avec les affirmations du gouvernement français prétendant vouloir renforcer l’indépendance sanitaire du pays.